# 鹽鄉站
鹽鄉站（日语：／ Shingo eki */?）是位於靜岡縣榛原郡川根本町，屬於大井川鐵道的大井川本線車站。

## 歷史
- 1930年（昭和5年）9月23日 - 車站啟用。

## 車站構造

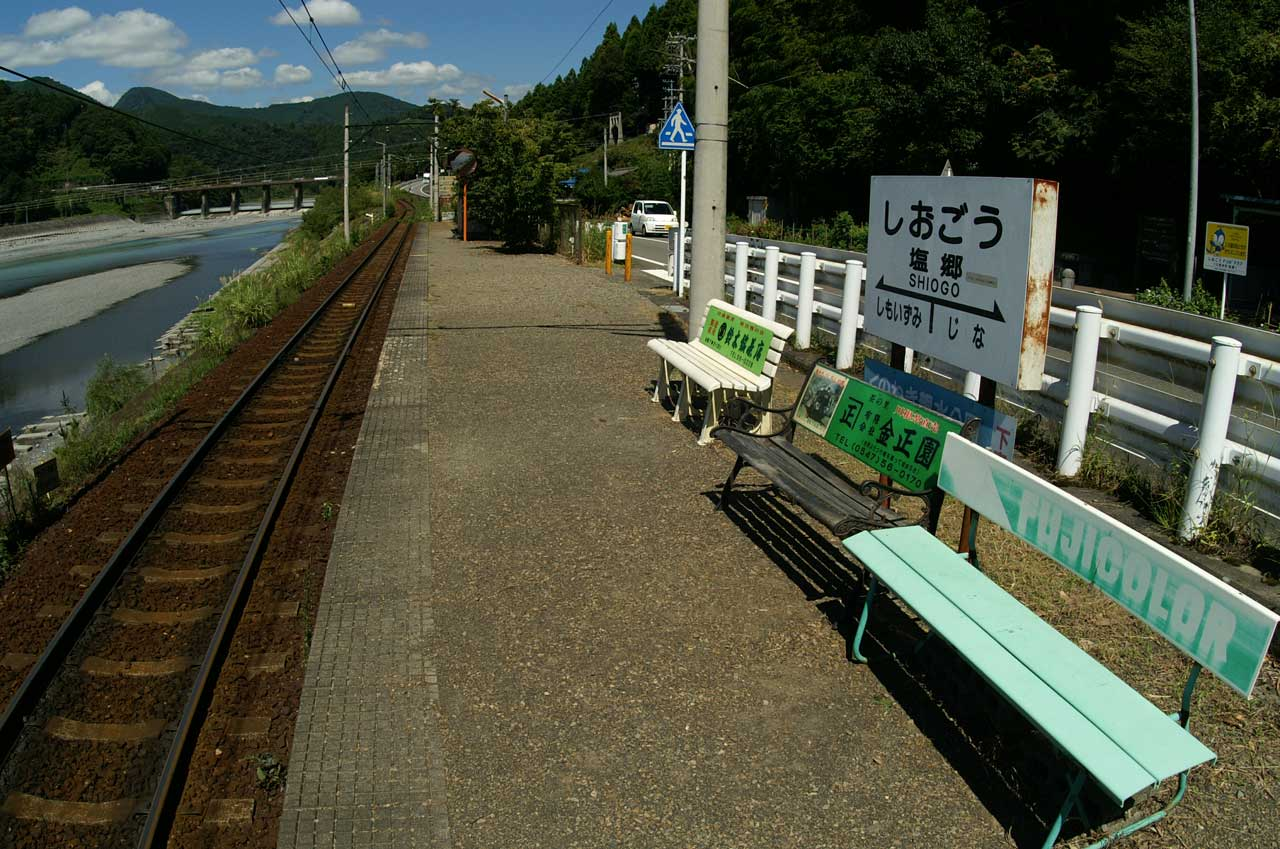
車站入口（2008年3月）
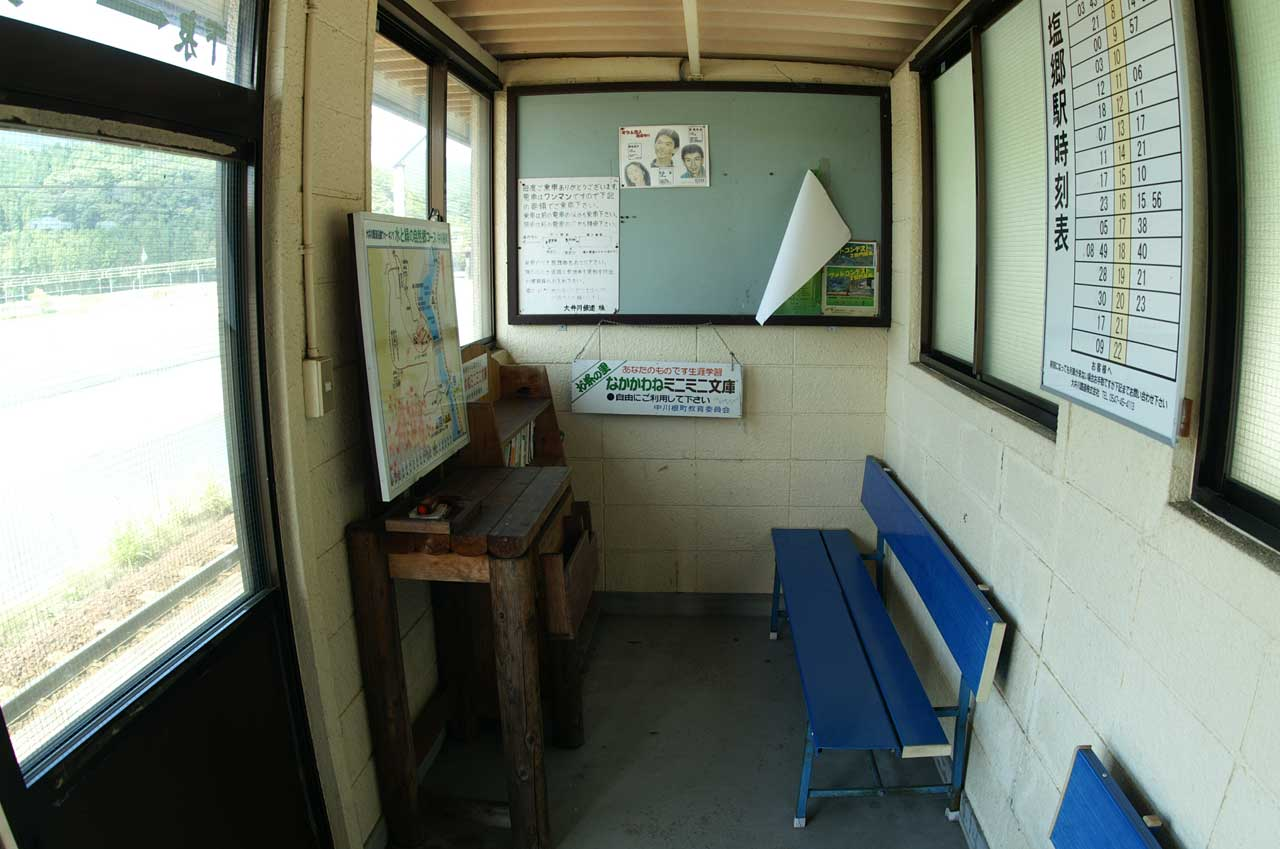
候車室內（2008年3月）

此站是地面車站與無人車站，設有1面1線的單式月台，月台上則設有磚造的候車室。靜岡縣道77號川根寸又峽線通過站前，大井川則流經大井川縣的對岸。
月台本身由枕木和泥土造成。而與鐵路並行的靜岡縣道77號川根寸又峽線隨著進行擴寬和護岸工程，本線路軌也向大井川一方遷移5公尺，使月台需要重建，現時則為混凝土造的月台。

## 使用狀況
- 在2007年度，1日平均乘車人次為15人[1]。

## 車站周邊
- 大井川
- 鹽鄉水壩（日语：塩郷ダム）
- 久野脇親水公園營地[2]。
- 久野脇橋（日语：久野脇橋） - 跨越大井川，全長220米的吊橋。一般稱呼為「鹽鄉之吊橋」，在舊中川根町時代設有「戀金橋」的愛稱。

## 巴士路線
川根本町營巴士
山翡翠號：下泉站 - 橫鄉 - 鹽鄉站 - 地名集會所前

## 相鄰車站
大井川鐵道
大井川本線
地名－鹽鄉－下泉

## 注腳
1. ↑  靜岡縣統計年鑑
2. ↑  .   [2021-02-09]. （原始内容存档于2020-08-05）.

## 外部連結
- 大井川鐵道 （页面存档备份，存于）（日語）
- 探訪 東海道一の難所・大井川、県道、大井川鉄道を一気に渡る吊橋 （日語）　產經新聞攝影